# Грабарівка (пункт пропуску)
48°09′52″ пн. ш. 28°38′32″ сх. д. / 48.16444° пн. ш. 28.64222° сх. д.
Гра́барівка — пункт пропуску через Державний кордон України на кордоні з Молдовою.
Розташований у Вінницькій області, Піщанський район, в однойменному селі на автошляху місцевого значення. Із молдавського боку розташований пункт пропуску «Окниця», Кам'янський район.
Вид пункту пропуску — автомобільний. Статус пункту пропуску — місцевий. Характер перевезень — пасажирський.

## Відкриття
Пункт пропуску відкритий 15 листопада 2018 року за участі голови облдержадміністрації. На технічне оснащення спрямовано з обласного бюджету 950 тис. грн.